# Lorenzo Salvi
Pour les articles homonymes, voir Salvi.
Lorenzo Salvi (4 mai 1810, Ancône — 16 janvier 1879, Bologne) est un chanteur italien d'opéra, ténor. Il est associé aux opéras de Gaetano Donizetti et de Giuseppe Verdi, il a créé des rôles lors des premières de plusieurs de leurs opéras.

## Biographie
Salvi étudie avec Bonaccini à Naples avant de faire ses débuts à l'opéra dans le rôle de Cam lors de la première mondiale de Il diluvio universale de Donizetti le 28 février 1830 au Teatro San Carlo. Il fait ensuite plusieurs apparitions à l'opéra de Zadar en 1830-1831. Il rejoint ensuite le groupe de chanteurs principaux au Teatro Valle à Rome, y chantant jusqu'en 1832. Il chante dans cette compagnie plusieurs rôles de premier plan de ténor, dont le rôle-titre dans Otello de Rossini avec Maria Malibran dans le rôle de Desdemona et le rôle de Fernando lors de la création mondiale de Il furioso all'isola di San Domingo (en) de Gaetano Donizetti (1833).
Durant les deux décennies suivantes Salvi est un des principaux ténor en Italie, chantant dans la plupart des grands opéras du pays. Il interprète le 21 août 1836 Daniele lors de la création mondiale de Betly de Donizetti au Teatro Nuovo de Naples. Il crée deux autres opéras de Donizetti, le rôle-titre dans Gianni di Parigi (1839, La Scala) et Oliverio dans Adelia (1841, Teatro Apollo).
De 1836-1840 Salvi obtient plusieurs succès au Teatro Carlo Felice. Il triomphe dans le rôle d'Arnold Guillaume Tell de Rossini (1840).
De 1839-1842 Salvi chante régulièrement à La Scala. Il chante lors de la création mondiale de deux opéras de Giuseppe Verdi, Riccardo dans Oberto le 17 novembre 1839 et Edoardo dans Un giorno di regno le 5 septembre 1840. Il apparait également à La Scala dans Un duello sotto Richelieu de Federico Ricci (1839) et dans le rôle de Tonio lors de la création dans cet opéra de La Fille du Régiment de Donizetti (1840).
En 1843, Salvi fait sa première apparition en France au Théâtre-Italien dans le rôle d'Edgardo dans Lucia di Lammermoor de Donizetti et dans le rôle de Riccardo dans Maria di Rohan de Donizetti.
De 1847 à 1850, il chante annuellement comme invité au Royal Opera à Covent Garden, Londres, où il rencontre plusieurs succès dans des opéras de Donizetti ou Bellini. Il voyage aussi en Amérique du Nord plusieurs fois dans sa carrière, en particulier en jouant dans plusieurs opéras au Niblo's Garden (en) à New York. En 1851, il effectue une grande tournée aux États-Unis avec la soprano suédoise Jenny Lind. Il participe également à la première interprétation de l'Hymne national mexicain le 15 septembre 1854.
Salvi est marié à la soprano italienne Adelina Spech-Salvi. Après leur retraite de la scène, le couple part vivre à Bologne et travaille comme professeurs de chant. Salvi meurt à Bologne en 1879 à l'âge de 68 ans.

## Sources
- (en) Cet article est partiellement ou en totalité issu de l’article de Wikipédia en anglais intitulé « Lorenzo Salvi » (voir la liste des auteurs).